# بلبول شمالي

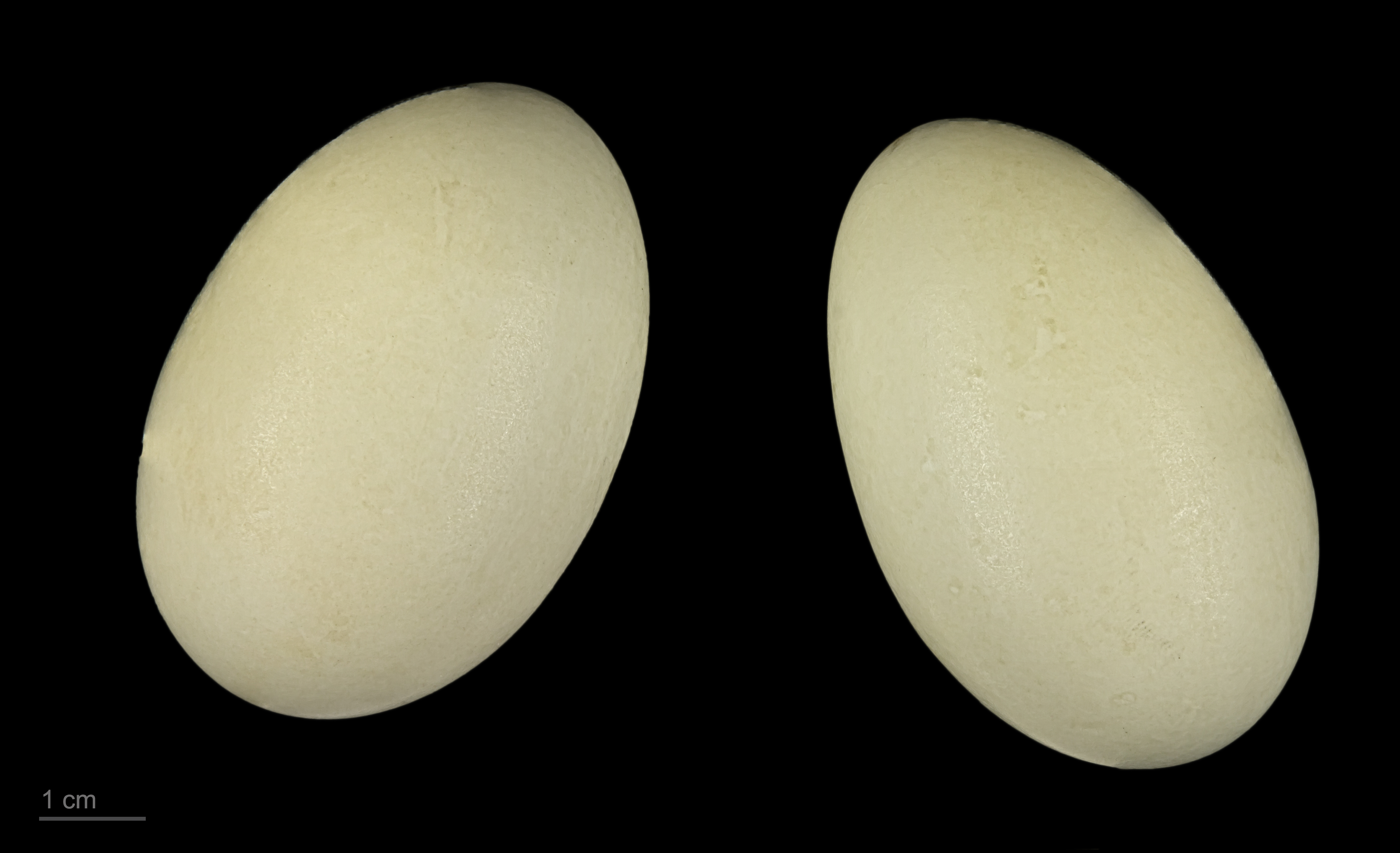
Anas acuta

البلبول الشمالي يتميز هذا الطائر برقبته الطويلة وذيله الطويل ومنقاره الرمادي المزرق، وله رأس بني واللون الأبيض على رقبته يمتد على جانبي الرأس، الأنثى ذيلها أقصر ولونها بني فاتح منقط كما نشاهدها. لاحظ أيضاً الخط الأخضر العريض في الجناح والخطوط البيضاء التي تحده. يشاهد هذا الطائر على البرك المائية والبحيرات الغنية بالنباتات.

## اقرأ أيضا
- قائمة الطيور الشائعة في مصر
- تطور الطيور
- النحام الكبير فنتير
- البلشون الرمادي
- أبو قردان (بلشون البقر)
- بلشون الصخر
- أبوملعقة
- الحذف الشتوي (بطة)